# Droga wojewódzka 975
Die Droga wojewódzka 975 (DW 975) ist eine 77 Kilometer lange Droga wojewódzka (Woiwodschaftsstraße) in der polnischen Woiwodschaft Kleinpolen, die Dąbrowa Tarnowska mit Dąbrowa verbindet. Die Strecke liegt im Powiat Dąbrowski, im Powiat Tarnowski und im Powiat Nowosądecki.

## Streckenverlauf
Woiwodschaft Heiligkreuz, Powiat Dąbrowski
-  Dąbrowa Tarnowska (DK 73)
- Morzychna

Woiwodschaft Kleinpolen, Powiat Tarnowski
- Odporyszów
-  Żabno (DW 973)
-  Biskupice Radłowskie (DW 964)
- Radłów
- Niwka
- Wierzchosławice
- Bogumiłowice
- Łętowice
- Dębina Łętowska
-  Wojnicz (DK 94)
- Wielka Wieś
- Sukmanie
- Olszyny
-  Zakliczyn (DW 980)
- Bleśnik
- Olszowa
- Paleśnica
- Podole-Górowa

Woiwodschaft Kleinpolen, Powiat Nowosądecki
- Bartkowa-Posadowa
- Gródek nad Dunajcem
- Lipie
- Sienna
- Zbyszyce
-  Dąbrowa (DK 75)